# Хайнрих Млади (Мюнстерберг)
Хайнрих Млади фон Мюнстерберг (на немски: Heinrich der Jüngere von Münsterberg; Heinrich d. J. von Podiebrad; на чешки: Hynek z Poděbrad; Hynek Minsterberský; * 18 май 1452, Прага; † 1 юли 1492, Подебради) от род Подебради, е от 1459 г. имперски граф, граф на Глац. През 1462 – 1471 г. той управлява заедно с по-големите му полубратя Викторин и Хайнрих Стари като херцог на Мюнстерберг. С тях той има през 1465 – 1472 г. също и Херцогство Тропау. Той е също писател, известно време е управител на Бохемия.

## Биография
Той е син на бохемския крал Иржи Подебради (1420 – 1471) и втората му съпруга Йохана фон Розентал († 1475) от род Лъвовете от Розентал. Полубрат е на Катерина (1449 – 1464), от 1461 г. съпруга на крал Матиаш Унгарски. Брат е на Людмила, от 1474 г. съпруга на Фридрих I, херцог на Легница.
На 7 декември 1462 г. император Фридрих III номинира Хайнрих I за имперски граф заедно с по-големите му полубратя.
Хайнрих Млади се жени през 1471 г. за Катарина Саксонска (1453 – 1534), втората дъщеря на курфюрст Вилхелм III Саксонски и първата му съпруга Анна Австрийска. Малко след това баща му умира.
През 1472 г. Хайнрих получава Подибрад и Костомлат също собствености в Силезия. От майка си наследява Лихнице, Мелнк и Теплице.
Хайнрих Млади умира в замък Подибрад. Погребан е в църквата на францисканикия манастир Клодзко. Главен наследник е брат му Хайнрих Стари, който се грижи за семейството на Хайнрих Млади.

## Деца
От първия му брак с Катарина Саксонска той има една дъщеря:
- Анна (1471 – 1517), омъжена 1493 за Хайнрих IV фон Нойхауз (1442 – 1507)

С любимата си Катарина Вожкова от Щитар и Щрасниц (Kateřina Vojkova ze Štítar a ze Strážnice) той има няколко деца, между тях Фридрих, на когото завещава Костомлат.

## Произведения
Хеинрих пише стихотворения и проза, превежда няколко новели. Той превежда от немски на чешки произведенията на Джовани Бокачо.
- Májový sen (Maitraum)
- Frantova práva
- Veršové o milovníku